# Phó bản (MMORPG)
Trong trò chơi trực tuyến nhiều người chơi, phó bản (chữ Hán: 副本), instance, hay instance dungeon, tức là nói về những khu vực đặc biệt, thường là dungeon, mà khi có nhóm hoặc số lượng người chơi nhất định bước vào thì nó sẽ tạo sinh một bản sao mới của địa điểm đấy cho mỗi nhóm hoặc cho mỗi lượng người chơi đó, bản sao như vậy thì được gọi là phó bản hay instance. Trong tiếng Anh, kỹ thuật này được gọi chung là instancing. Kỹ thuật này được dùng để giải quyết mấy vấn đề mà người chơi gặp phải trong không gian chia sẻ của thế giới ảo. Hồi kỹ thuật này được áp dụng lần đầu vào MMO thì không được biết đến rộng rãi như ngày nay, The Realm Online (1996) đôi khi được cho là game đã dẫn nhập khái niệm "instance" này.
Với giới game thủ và cả nhà phát hành game, từ instance hay phó bản đã bị lây nhiễm ý nghĩa của khái niệm dungeon và được dùng để ám chỉ những dungeon hay khu vực có tính chất như vậy luôn. Trong tiếng Anh người ta cũng gọi những dungeon có tính chất như vậy là instance dungeon.

## Cân nhắc về thiết kế
Vấn đề có thể được nêu như sau: người chơi nào cũng muốn trở thành "Anh Hùng" nhân vật chính, diệt "Quái Vật", cứu "Công Chúa", và giành "Ma Pháp Kiếm". Khi có hàng nghìn người chơi chơi cùng trò chơi, rõ ràng không phải ai cũng làm nhân vật chính được. Cái vấn đề là tất cả mọi người đều muốn giết cùng một con quái vật và giành được kho báu tốt nhất nó đã lộ rõ trong trò chơi EverQuest, trong game này nhiều nhóm người chơi sẽ cạnh tranh và đôi khi quấy rối lẫn nhau trong cùng dungeon nhằm giành giựt lấy những món đồ quý giá rớt ra từ lũ quái vật. Sự ra đời của phó bản giải quyết được phần lớn những vấn đề kiểu như vậy, việc du hành ra vào dungeon chỉ còn là rủi ro tiềm ẩn trong môi trường PvP mà thôi.
Nêu một cách khác thì phó bản có thể được sử dụng để giảm bớt sự cạnh tranh về tài nguyên trong game. Cạnh tranh quá mức trong những không gian này dẫn đến mấy hành vi không mong muốn như kill stealling, spawn camping và ninja looting khi người chơi làm bất cứ điều gì mình có thể để giành được phần thưởng giới hạn. Việc tạo phó bản sẽ giữ gìn trải nghiệm chơi game, vì một số scenario trong game không cách nào tiến triển được nếu người chơi cứ bị những người chơi khác bao vây theo đúng kiểu MMO như vậy. Dungeon phó bản có thể chứa những con mob mạnh hơn thông thường và những trang bị hiếm mà người ta hay săn lùng. Nó còn có thể mang những giới hạn level hay hạn chế số lượng người chơi được vào trong mỗi phó bản nhằm cân bằng gameplay. Vài game sử dụng cơ chế phó bản để scale các con mob cho vừa với cấp độ của người chơi, hay cho vừa với số lượng người chơi hiện diện.
Bất chấp những ưu điểm, cơ chế phó bản trong các game MMO lại bị chỉ trích đến giờ. Brad McQuaid, nhà thiết kế chính của EverQuest và Vanguard: Saga of Heroes (cả hai đều không có tính năng này khi ra mắt), đã viết một bài luận vào năm 2005 lý lẽ rằng phó bản có thể ảnh hưởng tiêu cực đến cộng đồng, nền kinh tế ảo, churn rate và các yếu tố khác của game. Hồi đáp bài báo này, Raph Koster có bổ sung rằng cơ chế phó bản nên được giới hạn vào các tình huống mà việc tạo ra "khu vực bỏ túi" phù hợp với bối cảnh của vũ trụ hư cấu – chẳng hạn như holodeck trong franchise Star Trek. Một nhà phê bình đã mô tả việc sử dụng "đại trà" cơ chế phó bản trong Age of Conan là "phá hủy cái cảm thức phóng khoáng mà MMORPG nên có [cho người chơi]".

## Cân nhắc về kỹ thuật
Việc để người chơi tham gia vào phó bản thì có xu hướng tản lượng người chơi ra, thay vì tập trung người ta lại, hệ quả là giới hạn được số lượng tương tác khả dĩ giữa người chơi và vật thể, thành ra có thể giảm tải hoặc san sẻ công việc cho cả server lẫn client. Bởi vì nhân vật người chơi bên trong phó bản của mình không cần phải được cập nhật thông tin về diễn biến bên ngoài phó bản đấy, và ngược lại người chơi bên ngoài cũng không cần biết gì về bên trong phó bản đấy, nên lượng truy vấn trên mạng về tổng thể được giảm bớt đi, mang lại kết quả cuối là người chơi đỡ bị lag hơn. Điều này cũng giảm bớt lượng việc mà máy tính của mỗi người chơi phải gồng gánh, vì số lượng vật thể xử lý có thể dễ dàng được nhà phát triển game giới hạn lại. Nhà phát triển có thể suy lý được về yêu cầu hiệu suất của phó bản trong trường hợp xấu nhất một cách tốt hơn, bởi vì người ta không cần phải suy tính đến trường hợp chẳng hạn như hàng trăm người chơi dồn vào địa điểm bất kì ở thời điểm bất kì nữa.

## Sử dụng
Có lẽ thế giới ảo đầu tiên mà sử dụng phó bản thì là MMORPG The Realm Online, ra mắt vào năm 1996. Chiến trận trong game này dùng cơ chế phó bản rất sâu rộng, mọi trận đánh đều diễn ra trong phòng đặc biệt tách rời khỏi phần thế giới mở.
Trong Guild Wars, các khu vực Town/Outpost đều được tạo ra theo nhu cầu, cứ 100 người chơi thì được hệ thống cấp phát một kênh (district) mới, người chơi có thể di chuyển qua lại các kênh đó theo ý muốn. Khi bước vào 'Khu vực Để Khám phá' hay 'Nhiệm vụ Cộng tác', phó bản riêng biệt sẽ được tạo ra cho từng nhóm (có tầm kích cỡ từ 2 tới 12) người chơi. Người chơi này có thể chơi với người chơi khác khắp toàn cầu giống như trong EVE Online, đổi lại nhà phát triển ArenaNet được lợi thế về load scalling và tài nguyên của mô hình đa server truyền thống.
Trong RuneScape, phó bản được sử dụng chủ yếu trong quest, nhằm để những người chơi khác không thể can thiệp được vào người chơi mà đang làm quest, chẳng hạn như đánh trùm NPC hay phải hoàn thành tác vụ đặc biệt nào đó. Phó bản cũng được dùng trong một số 'minigame' nhất định. Tuy nhiên, hầu hết quái vật mà không liên quan đến quest thì đều không nằm trong phó bản, thành ra người chơi thường hay phải tranh giành với nhau hòng lấy được phần thưởng từ việc giết quái. Kỹ năng Dungeoneering cũng dùng cơ chế này rất nhiều. Hệ thống P.O.H. (nhà cửa mà người chơi xây dựng và sở hữu) cũng dùng cơ chế phó bản, mỗi ngôi nhà có phó bản riêng.
Wizard101 có cơ chế phó bản rất độc đáo. Ngay sau khi một người chơi bước lên khu vực lối vào, 10 giây được đưa ra cho tối đa ba người chơi khác được bước vào thêm. Khi vào bên trong, phó bản đấy thường kích khởi một dãy quest mới, phải hoàn thành chúng mới mở được đường sang các phần khác của phó bản đấy. Nếu người chơi nào đó đăng xuất hoặc tới "cửa trước" mà rời đi, tiến độ sẽ bị reset (có thông điệp cảnh báo sẽ hiện lên). Nếu người chơi nào đó chết, bỏ chạy, hay teleport, thì dữ liệu sẽ bị reset sau 30 phút. Nếu quái vật nào đó bị đánh bại trong phó bản, nó sẽ ở luôn trạng thái bị đánh bại. Người chơi có thể lặp lại phó bản bao nhiêu lần tùy thích.